# Panorama de la ciudad de Celaya
Panorama de la ciudad de Celaya, Guanajuato es una obra artística inspirada en el paisaje de esa ciudad, probablemente tallada en médula de higuera o papel arroz sobre seda y gouache, montado en cartón, que mide 60.5 cm de alto por 78.8 cm de ancho, y 92 cm de alto por 105.5 de ancho, con marco. La obra está fechada en 1883 y pertenece a la colección del Museo Soumaya.
El artista anónimo realizó un diorama o escena tridimensional, la cual representa un área que tuvo un gran desarrollo económico durante los siglos XVII hasta XIX, la región del Bajío. En ella están representadas las torres de las iglesias, campanas, un pescador, árboles y hasta las tunas de los nopales.